# 푸른 날개
푸른 날개는 한국에서 제작된 전택이 감독의 1959년 영화이다. 방수일 등이 주연으로 출연하였고 이상옥 등이 제작에 참여하였다.

## 출연

### 주연
- 방수일
- 김지애
- 노경희

## 제작진
- 원작자: 김말봉
- 조명: 방영원
- 녹음: 손인호
- 미술: 임명선